# John Angel James Creswell

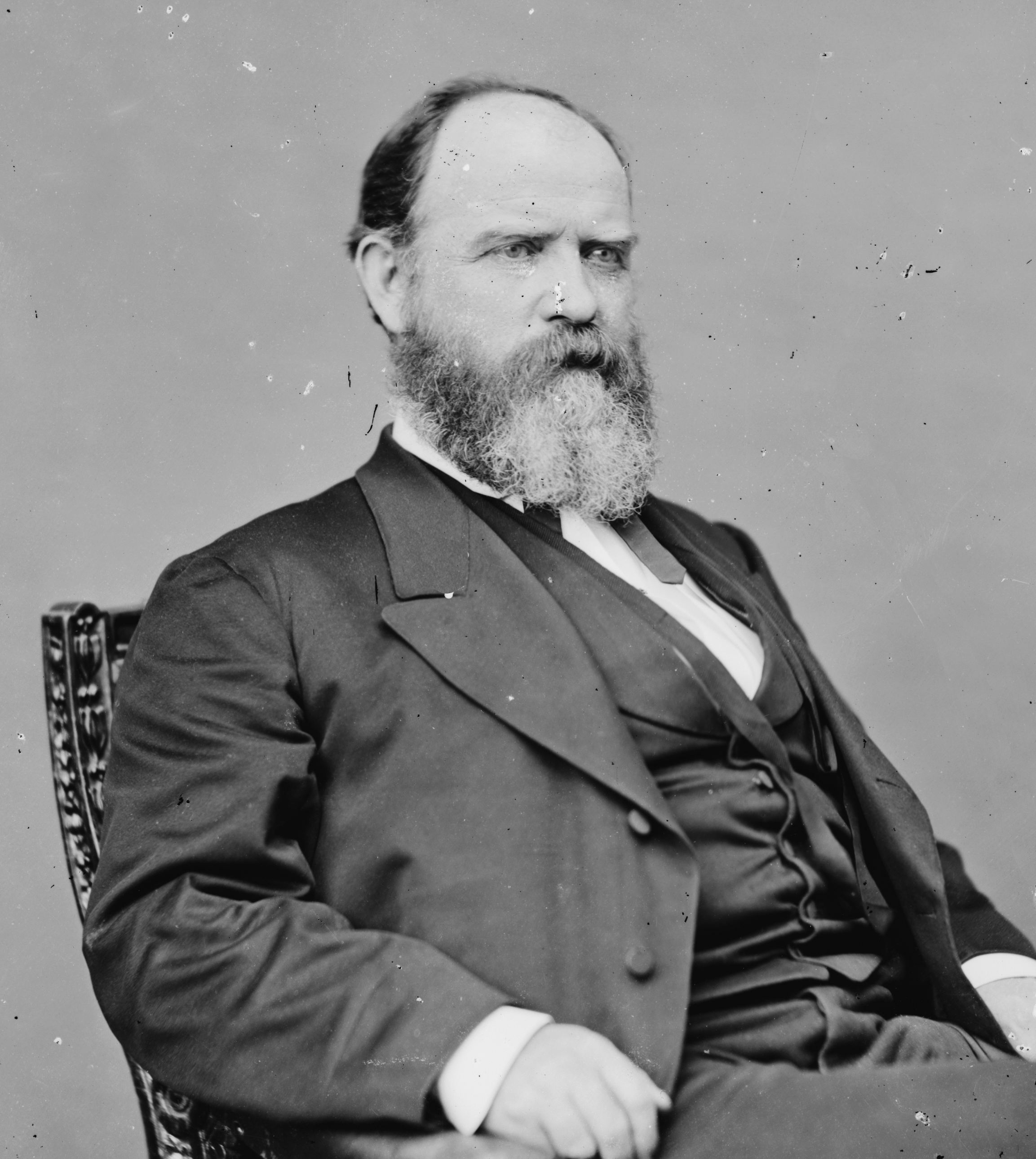
John Angel James Creswell

John Angel James Creswell (* 18. November 1828 in Creswells Ferry (jetzt Port Deposit), Cecil County, Maryland; † 23. Dezember 1891 bei Elkton, Maryland) war ein US-amerikanischer Politiker. Er vertrat den Bundesstaat Maryland in beiden Kammern des Kongresses und war von 1869 bis 1874 US-Postminister.

## Werdegang
Creswell wurde in Maryland geboren und erhielt seine Erziehung auch dort. Er besuchte bis 1848 das Dickinson College in Carlisle und studierte anschließend die Rechtswissenschaften. Die Anwaltszulassung erhielt er 1850 in Baltimore und begann seine Rechtsanwaltspraxis in Elkton. Sein politisches Wirken begann er als Demokrat. 1861 wurde er in das Abgeordnetenhaus von Maryland gewählt. Im selben Jahr wurde er auch zu einem starken Verfechter des republikanischen Präsidenten Abraham Lincoln. 
In den Jahren 1862 und 1863 war er in der Regierung seines Staates als Adjutant General of the State tätig. Vom 4. März 1863 bis zum 3. März 1865 gehörte er für die Republikaner dem Repräsentantenhaus der Vereinigten Staaten an, wurde 1864 aber nicht wiedergewählt. Er wurde für den verstorbenen Thomas Holliday Hicks in den US-Senat gewählt und übte dieses Amt vom 9. März 1865 bis zum 3. März 1867 aus. Während dieser Zeit führte er den Vorsitz im Committee on the Library.
Creswell war selbst einer der Anwärter für die republikanische Präsidentschaftskandidatur 1868, aber Ulysses S. Grant machte das Rennen und wurde Präsident. Er berief Creswell daraufhin als  Postmaster General in sein Kabinett. Dieses Amt übte er von 1869 bis 1874 aus und führte in diesem Zeitraum unter anderem die Pennypostkarten ein. Außerdem reorganisierte Creswell das Ministerium. Er schlug auch ein Postsparbuch- und Telegraphensystem vor.
Creswell trat wegen eines möglichen Skandals in dem Ministerium zurück und vertrat als Rechtsanwalt den Staat von 1874 bis 1876 vor der Alabama Claims Commission. Er wurde auch Vorsitzender zweier Bankgesellschaften. Er starb in der Nähe von Elkton und wurde auf dem Elkton Presbyterian Cemetery beigesetzt.